# Luzmila Nicolalde
Luzmila Nicolalde Cordero (Guayaquil, Ecuador, 1 de junio de 1957) es una presentadora de televisión y política ecuatoriana. Es una de las presentadoras con más trayectoria en la televisión nacional, exconductora del programa de variedades Chispazos, que llegó a ser el más longevo al aire en el país, con 36 años.

## Biografía
Entró al mundo de la televisión a los 13 años de edad, como cantante en el programa "Panorama infantil" de TC Televisión. Años después se unió como coanimadora al programa "La discoteca de Pepe Parra" y luego a Chispazos, programa que condujo durante sus 36 años al aire; y en el que también participaron presentadores como Lucho Gálvez, Pedro Ortiz y Rashid Tanús.
Incursionó en la política durante las elecciones legislativas de 2006, siendo elegida diputada por el partido Sociedad Patriótica 21 de Enero. Sin embargo, fue destituida de su cargo por el Tribunal Supremo Electoral durante la crisis legislativa causada por el pedido de aprobación de consulta popular del presidente Rafael Correa para la instauración de la Asamblea Constituyente de 2007.
En 2009, Nicolalde se perfilaba como la principal candidata a la alcaldía de Guayaquil por el partido Sociedad Patriótica, y fue anunciada como precandidata para los comicios, aunque luego el partido declinó esta propuesta para apoyar la candidatura a la alcaldía de Jaime Nebot en el mismo proceso electoral.
Para las elecciones seccionales de 2009 fue presentada como candidata a viceprefecta y binomio de Jimmy Jairala por la alianza entre el movimiento Una Nueva Opción y el partido Sociedad Patriótica 21 de Enero, venciendo por más de nueve puntos porcentuales a la candidata oficialista Pierina Correa, hermana del presidente Rafael Correa.
A mediados de 2013 se desafilió del Partido Sociedad Patriótica, sustentando su decisión en desacuerdos con los lineamientos del partido.
En noviembre de 2013 renunció a su cargo de viceprefecta para postularse a la concejalía de Guayaquil en las elecciones seccionales de 2014 por la alianza entre el Partido Social Cristiano y el Movimiento Madera de Guerrero, puesto que obtuvo junto a otros nueve candidatos de la alianza. Fue reelecta al cargo en 2019. Como concejal de Guayaquil, presidió el Consejo Cantonal de Protección Integral de Derechos de Guayaquil.